# Борійчук Володимир Іванович
Володимир Іванович Борійчук (нар. 10 серпня 1951 року в селі Пашківці (Хмельницький район) Хмельницького району Хмельницької області) — заступник голови Конгресу Українських Націоналістів.

## Освіта
У 1972 закінчив Хмельницький електромеханічний технікум, у (1979) Хмельницький технологічний інститут побутового обслуговування та у (1987) Львівський політехнічний університет.

## Кар'єра
Працював електрослюсарем, майстром, інженером, інженером-технологом, старшим інженером, інженером-конструктором на підприємствах м. Хмельницького: Хмельницькому радіотехнічному заводі; Хмельницькому заводі тракторних агрегатів; Хмельницькому заводі „Катіон” і Хмельницькому заводі „Темп”.

## Громадська і політична діяльність
- З вересня 1989 — активний член Всеукраїнського Об’єднання Солідарності Трудівників.
- З грудня 1989 — член Народного руху України, заступник голови Хмельницької крайової організації Народного руху України.
- З січень 1990 — організатор та учасник багатьох всеукраїнських акцій: «Українська хвиля» -символічний  живий  ланцюг до Дня Злуки (січень 1990 р.), учасник протестних акцій за українську незалежність України.
- З липня 1993 — член КУН.
- З 1993 по 1998 - голова секретаріату, заступник голови Хмельницької обласної організації Конгресу Українських Націоналістів.
- З 1998 р. по 2010 – голова Секретаріату Головного Проводу Конгресу, заступник Голови Конгресу Українських Націоналістів.